# St. Marys (Ohio)
St. Marys ist eine City im Auglaize County, Ohio, in den Vereinigten Staaten. Das U.S. Census Bureau ermittelte bei der Volkszählung 2020 eine Einwohnerzahl von 8397.
Sehenswert ist der im 19. Jahrhundert angelegte See Grand Lake St. Marys. An diesem liegt der 1949 eingerichtete Grand Lake St. Marys State Park, einer der ältesten State Parks von Ohio.

## Geographie
St. Marys geographische Koordinaten lauten 40° 33′ N, 84° 23′ W (40,544256, −84,390060).
Nach den Angaben des United States Census Bureaus hat die Stadt eine Gesamtfläche von 11,3 km², wovon 11,2 km² auf Land und 0,1 km² (= 0,69 %) auf Gewässer entfallen. Die Stadt liegt am St. Marys River.

## Geschichte
St. Marys, das historisch unter den abweichenden Namen Kettletown, Fort Barbee und Girty's Town bekannt war, hatte zwischen 1824 und 1840 den County Seat inne, bevor dieser nach Celina verlegt wurde. Nach der Bildung des Auglaize Countys 1848 konkurrierte die Stadt mit Wapakoneta, um den County Seat zu erlangen, unterlag jedoch bei einer umstrittenen Volksabstimmung.

## Demographie
Zum Zeitpunkt des United States Census 2000 bewohnten St. Marys 8342 Personen. Die Bevölkerungsdichte betrug 743,8 Personen pro km². Es gab 3479 Wohneinheiten, durchschnittlich 310,2 pro km². Die Bevölkerung St. Maryss bestand zu 97,49 % aus Weißen, 0,35 % Schwarzen oder African American, 0,13 % Native American, 0,98 % Asian, 0,02 % Pacific Islander, 0,14 % gaben an, anderen Rassen anzugehören und 0,88 % nannten zwei oder mehr Rassen. 0,46 % der Bevölkerung erklärten, Hispanos oder Latinos jeglicher Rasse zu sein.
Die Bewohner St. Maryss verteilten sich auf 3218 Haushalte, von denen in 35,1 % Kinder unter 18 Jahren lebten. 54,9 % der Haushalte stellten Verheiratete, 10,6 % hatten einen weiblichen Haushaltsvorstand ohne Ehemann und 30,4 % bildeten keine Familien. 26,9 % der Haushalte bestanden aus Einzelpersonen und in 12,0 % aller Haushalte lebte jemand im Alter von 65 Jahren oder mehr alleine. Die durchschnittliche Haushaltsgröße betrug 2,55 und die durchschnittliche Familiengröße 3,10 Personen.
Die Bevölkerung verteilte sich auf 28,3 % Minderjährige, 7,9 % 18–24-Jährige, 28,5 % 25–44-Jährige, 20,3 % 45–64-Jährige und 14,9 % im Alter von 65 Jahren oder mehr. Das Durchschnittsalter betrug 35 Jahre. Auf jeweils 100 Frauen entfielen 94,2 Männer. Bei den über 18-Jährigen entfielen auf 100 Frauen 88,5 Männer.
Das mittlere Haushaltseinkommen in St. Marys betrug 38.673 US-Dollar und das mittlere Familieneinkommen erreichte die Höhe von 44.247 US-Dollar. Das Durchschnittseinkommen der Männer betrug 38.371 US-Dollar, gegenüber 22.080 US-Dollar bei den Frauen. Das Pro-Kopf-Einkommen belief sich auf 17.682 US-Dollar. 7,3 % der Bevölkerung und 5,7 % der Familien hatten ein Einkommen unterhalb der Armutsgrenze, davon waren 9,8 % der Minderjährigen und 4,9 % der Altersgruppe 65 Jahre und mehr betroffen.

## Städtepartnerschaften
| - Awaji, Japan - Lienen, Nordrhein-Westfalen |

## Söhne und Töchter der Stadt
- Robert B. Gordon (1855–1923), Politiker, Vertreter Ohios im US-Repräsentantenhaus
- Charles A. Mooney (1879–1931), Politiker, Vertreter Ohios im US-Repräsentantenhaus
- William K. Howard (1899–1954), Filmregisseur
- Chuck Weyant (1923–2017), Automobilrennfahrer